# 平間絹乃
平間 絹乃（ひらま きぬの）は、茨城県出身の映像ディレクター。
大学卒業後、映画監督の中野裕之に師事。PEAEDELICに参加。アシスタントとしてCMやPVを手掛けるほか、「IRON」や「男たちの詩」など短編映画などには、メイキングとして参加。
オーノキヨフミの「平凡」にてPVディレクターデビュー。以後、今井美樹や、「ジャイアンツ」デジタルガレージ、AU、東レ、OCNなどを手掛ける。
東京MXで放送されていたBlogTVにディレクターとして参加。2012年から電子書籍「月刊 内田悟のやさい塾」の編集長をしている
- 2005年 自主制作短編「紫陽花（あじさいか）」監督　川口花乃子主演。
- 2009年 9月公開のTAJOMARUではメイキングディレクターを担当。
- 2010年 千葉雄大DVD「GRANDEUR」ディレクター
- 2011年 短編映画「夢魚（ゆめざかな）」監督　初監督作品　カンヌ映画祭正式出品。
- 2012年 SKE48「この日のチャイムを忘れない」木本花音「天使のしっぽ」　ディレクター。

## 過去作品
CM
- クリスタルジェミー「つるりんこん：誕生編」「つるりんこん：ベネフィット編」2012
- HIS「クオリタ」2012、AU「クイズ鉄道王決定戦」
- 価格.com、mancionDB、札幌観光局「また逢いたくなる札幌」

DVD
- SKE48「この日のチャイムを忘れない」
- 高木悠未(LinQ)「ゆうみんのグラドルやってみたのだ!」
- フォンチー「Kaleidoscope」
- 布袋寅泰「東大寺SPECIAL LIVE -Fly into your Dream-」「 GUITARHYTHM V TOUR」
- 読売ジャイアンツ「baseboll music photo」
- 千葉雄大「GRANDEUR」
- TAJOMARU「メイキングオブTAJOMARU」「TAJOMARU 特別版」
- 今井美樹「今井美樹ドリームツアー」
- peacedelic「Opinions」
- CANON「デジタルクリエイターズコンテスト03」
- 奄美大島「奄美いきもの自然劇場」
- sanofi aventis「6ValuesDVD」2008

参考URL
ホームページ　kinukko.format.com